# Wohn- und Wirtschaftsgebäude Deichreihe 1
Das Wohn- und Wirtschaftsgebäude Deichreihe 1, am rechten Osteufer in unmittelbarer Nähe zur Schwebefähre Osten in der niedersächsischen Samtgemeinde Land Hadeln, Gemeinde Osten, im Landkreis Cuxhaven, wurde 1644 errichtet. Aktuell (2024) wird es als Wohnhaus und gewerblich genutzt.
Das Gebäude steht unter Denkmalschutz (siehe auch Liste der Baudenkmale in  Osten (Oste)).

## Geschichte und Beschreibung

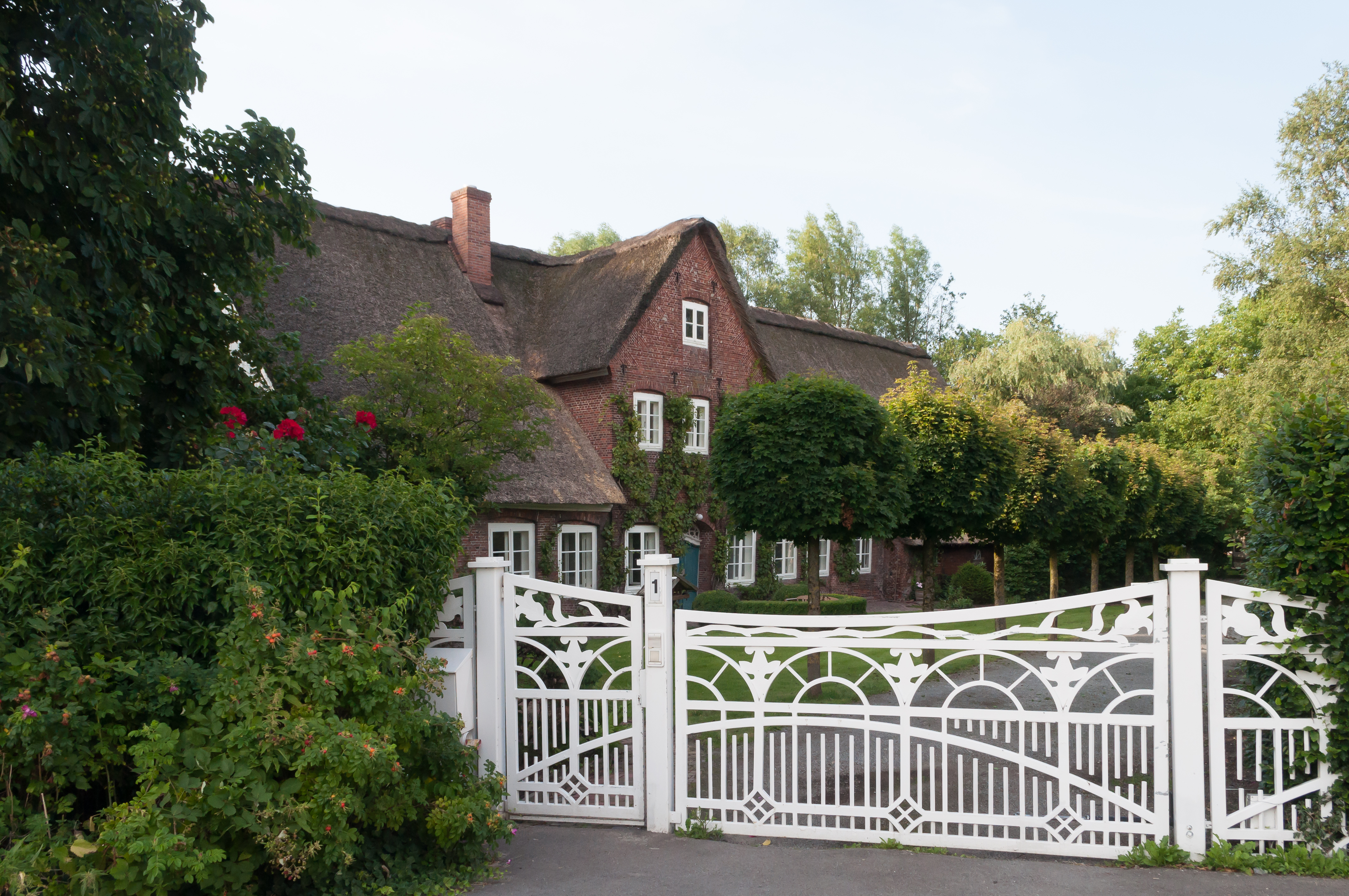
Toranlage

Das freistehende repräsentative Marschbauernhaus ist eines der ältesten Gebäude in Osten und entstand vor der Kirche St. Petri.
Das eingeschossige traufständige neunachsige Gebäude in Fachwerk und späterem Backstein als Zweiständer-Hallenhaus mit reetgedecktem Satteldach sowie rechteckigen Fenstern wurde 1644 (Inschrift) gebaut. Das Fachwerk des Wirtschaftsgiebels mit Krüppelwalm und der Grooten Door ist im Original erhalten. Ein Giebeltrapez mit senkrechter Verbretterung kragt hervor und ruht auf gekehlten Knaggen. 1900 wurden die Seitenwände massiv ersetzt. Am langgezogenen Wohnteil der Südtraufe wurde ein dreiachsiges Dachhaus angeordnet, in dessen Mittelachse der Eingang mit einer bauzeitlichen zweiflügeligen Holztür liegt. Bemerkenswert ist auch die spätere Toranlage.
Das Landesdenkmalamt befand u. a.: „… typisches Marschbauernhaus in schlicht-repräsentativer Gestaltung.“